# Xestoleptura tibialis
Xestoleptura tibialis là một loài bọ cánh cứng trong họ Cerambycidae.